# Olivetti Studio 42
La Studio 42 è una celebre macchina per scrivere meccanica semi standard realizzata dalla Olivetti.

## Storia
Fu progettata nel 1935 da Ottavio Luzzati, con design degli architetti Figini e Pollini (in quegli anni impegnati nella realizzazione del Complesso Olivetti) e dal pittore Xanti Schawinsky. La progettazione durò 3 anni. È la prima macchina da scrivere semi standard della Olivetti, ovvero una macchina che si pone a metà strada tra una portatile (come l'Olivetti MP1) ed una macchina standard da ufficio (come l'M40), permettendo quindi buone doti di trasportabilità ma anche una solidità e robustezza tale da permettere all' operatore di lavorare per molte ore, con funzioni più ampie come quella del tabulatore simile alle macchine standard. È conosciuta anche come MP2.

## Descrizione
Deriva meccanicamente dalla Olivetti MP1, dalla quale riprende alcuni meccanismi come il cinematico delle leve dei tasti di scrittura. Differisce invece in molte parti del carrello, il quale è più grande e robusto. I 43 tasti presentano un cartoncino a sfondo nero con stampata la lettera in carattere bianco relativa al tasto, sopra il quale è posto un vetrino fissato al tasto grazie ad un anello cromato. I tasti di scrittura sono disposti su quattro righe; la barra spaziatrice è in bachelite nera. Gli 86 caratteri sono montati su martelletti riposanti nella cesta delle leve semicircolare. Per le lettere maiuscole, il tasto delle maiuscole aziona il sollevamento del carrello. Ai lati del cestello si trovano le due bobine di nastro inchiostrato, coperte da una calotta protettrice apribile. Nella parte anteriore della macchina è applicato un frontalino con bordi cromati, costituito da un foglio di carta monocromo grigio scuro (o bianco - argento nella macchine in colorazione beige) coperto da un foglio trasparente di plastica.
Si caratterizza per le ampie colorazioni disponibili: oltre al classico nero, erano disponibili il rosso, il marrone, il celeste, il verde, il blu, il nero ed il grigio goffrato, il beige ed il viola. Veniva fornita con la sua valigia di trasporto, con la macchina fissata su di una base in legno ricoperta di finta pelle nera con coperchio amovibile anch'esso in legno ricoperto, maniglia da trasporto in cuoio nero e serratura cromata.
I primi esemplari di Studio 42, differivano per un diverso disegno della parte posteriore della macchina e dei pannelli a lato del carrello. Il pannello posteriore era liscio (senza le "feritoie" che hanno caratterizzato tutti gli esemplari successivi) mentre i pannelli a lato del carrello erano cromati. Nella sua versione "Simplex", la Studio 42 consisteva in una versione semplificata a cui era stato eliminato il meccanismo del tabulatore e la relativa leva così come la selezione del colore di scrittura. In Spagna questo modello venne prodotto dalla Hispano Olivetti con un'etichetta frontale differente, riportando il nome "Studio 46"  (da non confondere con la Studio 46 prodotta nel 1974 dalla Olivetti).

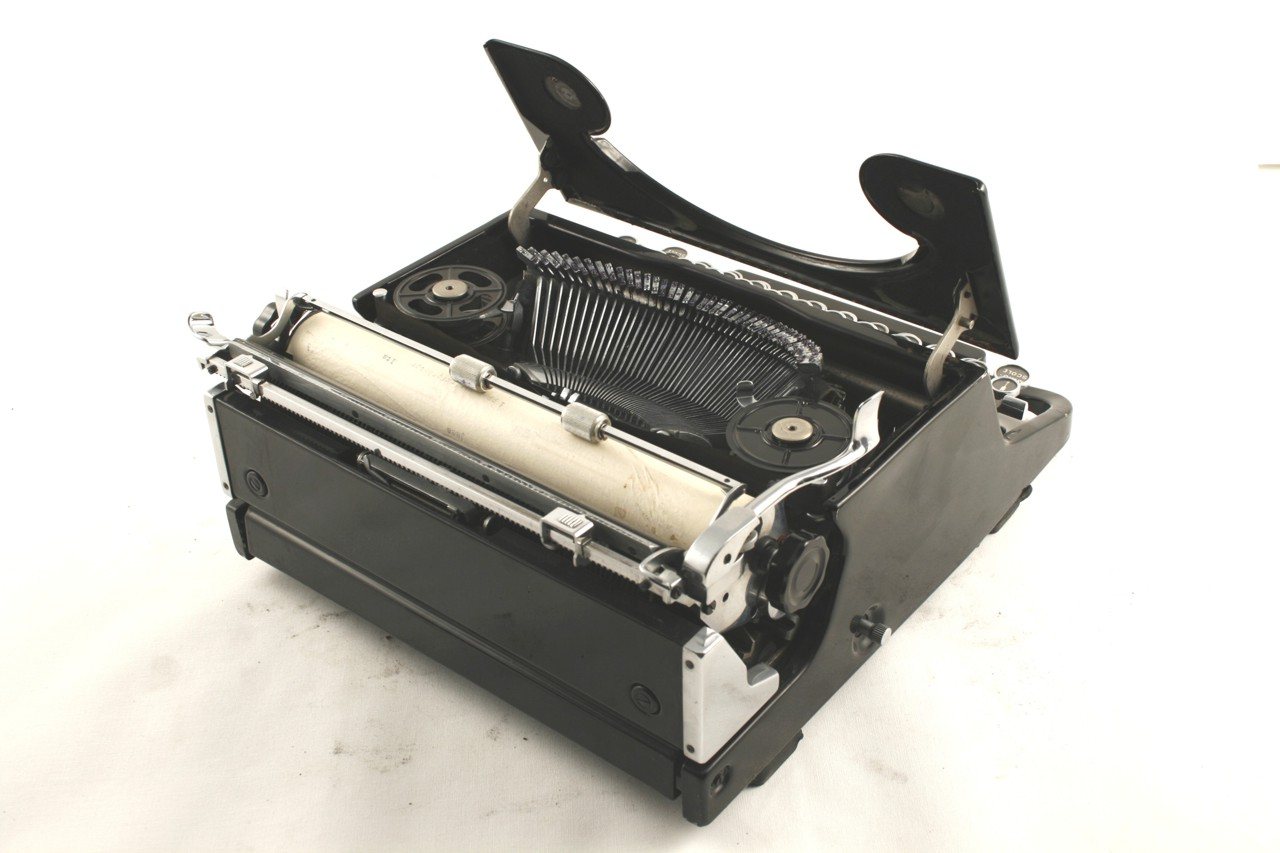
Olivetti Studio 42 prima serie: si notino i fianchetti cromati ed il pannello posteriore liscio

Nel modello per il mercato italiano, possiede una tastiera tipo QZERTY, come è solito delle macchine italiane (a parte le moderne tastiere per computer). Oltre ai tasti di scrittura la tastiera include una barra spaziatrice, due tasti delle maiuscole, un tasto fissamaiuscole, il tasto di ritorno e un tasto di tabulazione. Vi sono poi due leve ai margini dei tasti di scrittura, una a destra e l'altra a sinistra. La leva di destra seziona il colore del nastro: con la leva posizionata di fronte al punto blu, la digitazione avviene sulla metà superiore del nastro: quando è posizionata di fronte al punto rosso, la digitazione avviene sulla metà inferiore. Per la preparazione di matrici, il nastro viene messo fuori uso posizionando la leva di fronte al punto bianco. La leva di sinistra invece permette di impostare o cancellare degli stop per il tabulatore.

L'insieme dei tasti di scrittura ha una mancanza: non è presente il tasto col numero 1 che si ottiene utilizzando la lettera l (elle) minuscola oppure la I (i) maiuscola; allo stesso modo non è presente lo zero, che si ottiene digitando la O (o) maiuscola. Tale caratteristica era piuttosto comune in tutte le macchine per scrivere meccaniche. Mancano anche i tasti per le vocali accentate maiuscole usate nella scrittura della lingua italiana, che andavano sostituite con l'apostrofo. Su richiesta, potevano comunque essere ordinate con il tasto 1 o con altri caratteri speciali, così come potevano essere ordinate con tastiere per scrivere in altre lingue.

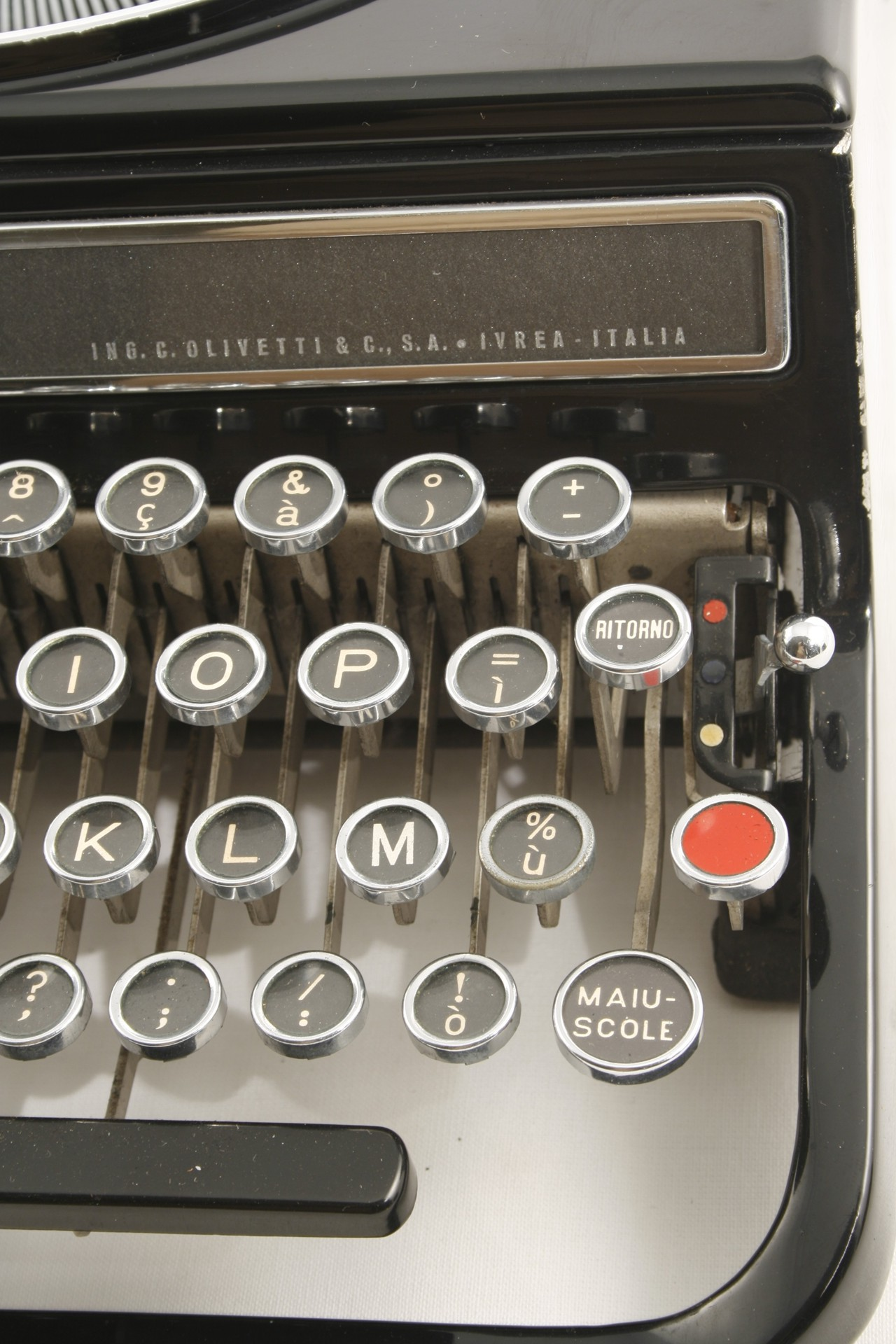
Particolare della leva per la selezione del colore del nastro

## Utilizzatori celebri
- Papa Pio XII - doveroso menzionare il particolare legame tra Papa Pio XII e la sua Olivetti Studio 42. Famosa è la foto che ritrae il pontefice digitare sulla sua Olivetti; tale esemplare di colore bianco era stato costruito appositamente per lui, come raffigurato nella copertina del Time magazine nel 1946[4][5].
- Oriana Fallaci
- Umberto Saba

## Galleria d'immagini

Pubblicità della macchina da scrivere Olivetti «Studio 42» su Oggi
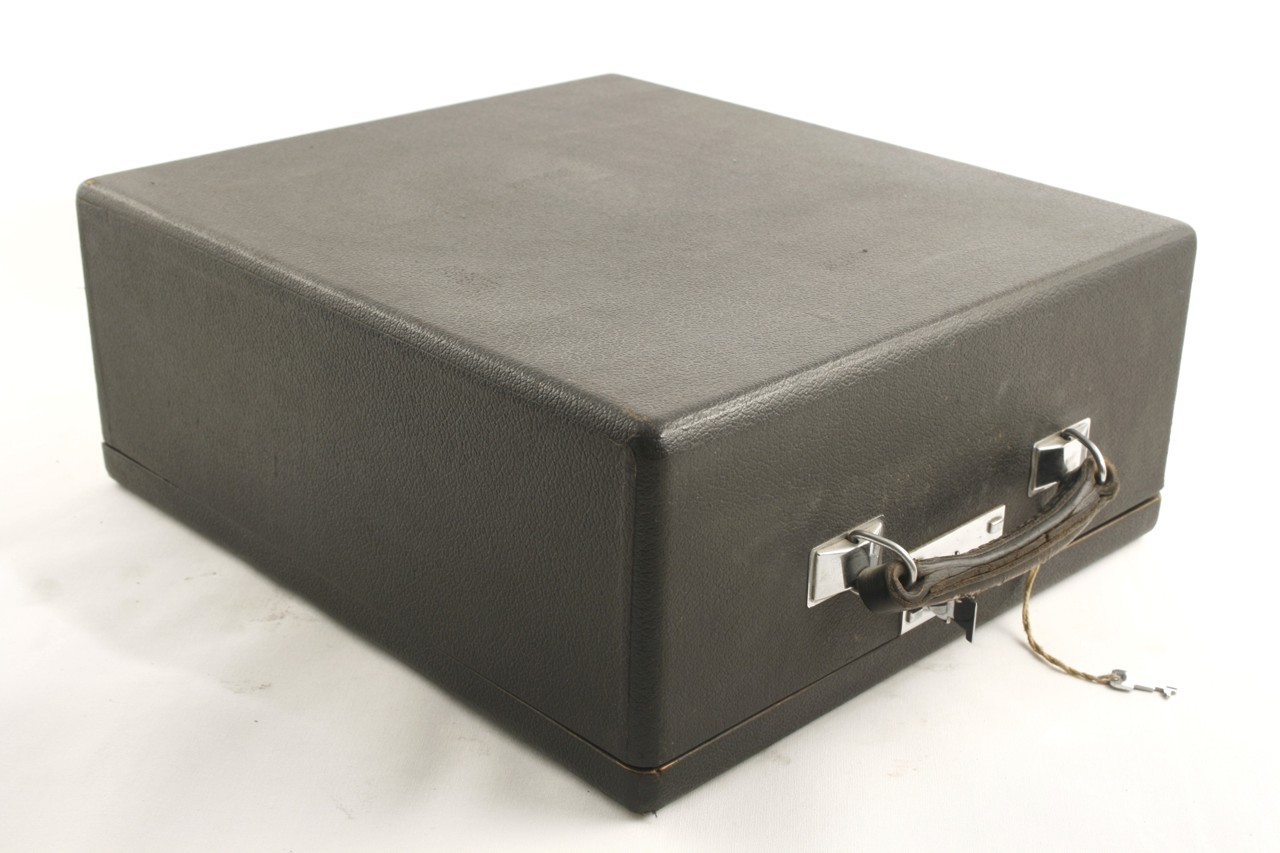